# Muarasari
Muarasari is een bestuurslaag in het regentschap Kota Bogor van de provincie West-Java, Indonesië. Muarasari telt 9843 inwoners (volkstelling 2010).